# Weston La Barre
Raoul Weston La Barre (Uniontown, 13 dicembre 1911 – Chapel Hill, 13 marzo 1996) è stato un antropologo statunitense noto soprattutto per il suo lavoro in etnobotanica, in particolare per quanto riguarda la religione dei nativi americani, e per la sua applicazione delle teorie psichiatriche e psicoanalitiche all'etnografia.

## Biografia
Era figlio di un banchiere. Dopo essersi immatricolato alla Princeton University nel 1933, iniziò a lavorare sul campo con lo Yale Institute of Human Relations. Durante questo periodo, lavorò con uno dei suoi collaboratori accademici per tutta la vita, Richard Evans Schultes dell'Università di Harvard. Viaggiando e dormendo nella vecchia macchina di Schultes, viaggiarono molto in tutto l'Oklahoma nella loro ricerca per studiare il culto del peyote degli indiani delle pianure. La Barre ricevette il dottorato a Yale nel 1937 con una tesi sulla religione del peyote. In un articolo del 1961, scrisse che "fu [l'insegnante di La Barre a Yale] Edward Sapir, più di ogni altra persona, che per primo ha effettivamente importato la psicoanalisi nel corpo dell'antropologia americana... In un'epoca in cui le riviste antropologiche ufficiali ignoravano sistematicamente la psicoanalisi e il clima di opinione prevalente era gelido se non ostile, Sapir dava ai suoi studenti, come richiesto, la lettura delle opere di Abraham, Jones, Ferenczi e altri scrittori classici". Negli anni 1970, La Barre insegnò quegli stessi classici lavori psicoanalitici agli studenti di medicina della Duke.
Nel 1937 La Barre fu nominato Sterling Fellow a Yale e condusse lavoro sul campo in Sud America con gli Aymara della regione del Lago Titicaca e gli Uros del Rio Desaguadero.
Nel 1938 uscì il suo primo libro, The Peyote Cult, che venne subito acclamato come un classico, all'avanguardia dell'antropologia psicologica. Ottenne una borsa di studio post-dottorato del Consiglio di ricerca in scienze sociali per andare alla Menninger Clinic a Topeka, nel Kansas, per essere addestrato in psicoanalisi, e dal 1938 al 1939 continuò la sua ricerca sulle profondità psicologiche delle culture indigene presso la clinica.
La Barre sposò Maurine Boie nel 1939; era unn'assistente sociale e la direttrice della rivista di lavoro sociale Family. Continuò a insegnare al Duke University Medical Center e la coppia ebbe tre figli.
Dal 1939 al 1943 La Barre insegnò antropologia alla Rutgers University. Allo scoppio della seconda guerra mondiale lavorò come analista di comunità per la War Relocation Authority con sede a Topaz, nello Utah. Attraverso le sue connessioni militari, fu in grado di condurre ricerche sul campo in Cina e in India durante gli ultimi anni della guerra. Entrò a far parte dello staff del feldmaresciallo Montgomery, che descrisse, negli anni successivi, come "glorioso". Durante gli anni della guerra poté viaggiare per affari ufficiali, e compì la prima delle tre traversate dell'Africa.

## Dopo la seconda guerra mondiale
Nel 1946, La Barre fu nominato professore alla Duke University, che sarebbe diventata la sua sede accademica per il resto della sua carriera.
Nel 1954 pubblicò The Human Animal, uno studio sull'approccio psicoanalitico alla psicologia e alla cultura. Il libro divenne un bestseller mondiale.
Pubblicò The Aymara Indians of the Lake Titicaca Plateau e They Shall Take up Serpents: Psychology of the Southern Snake-handling Cult, che sono considerati studi di riferimento sulle popolazioni indigene dell'Amazzonia e sulla cultura estremista del fondamentalismo cristiano in agguato nelle aree urbane e nei paesaggi rurali dell'America contemporanea.
Durante gli anni 1950 e 1960, La Barre fu assorbito dallo studio degli stati alterati di coscienza precipitati dall'ingestione di piante sciamaniche dal peyote e dall'ayahuasca ai funghi magici. Collaborando con Schultes e R. Gordon Wasson, condusse ricerche profondamente originali sull'antropologia e l'archeologia degli stati alterati di coscienza. Convinto che lo sciamanesimo della Siberia fosse equivalente alle pratiche sciamaniche che aveva osservato nelle Americhe, La Barre stabilì una teoria globale dello sciamanesimo che soppiantò quella di Mircea Eliade.
Nel 1970, La Barre venne insignito di una cattedra, la James B. Duke Professorship of Anthropology, e pubblicò il libro che considerava il suo magnum opus, The Ghost Dance: Origins of Religion, un resoconto psicoanalitico della nascita della religione attraverso la lente del suo trattamento della danza degli spiriti dell'America nativa.
I suoi libri successivi includono: Shadow of Childhood: Neoteny and the Biology of Religion e Muelos: A Stone Age Superstition about Sexuality.
Durante la sua carriera accademica, La Barre ha ricevuto una serie di onorificenze, premi e titoli.
Morì nel 1996 nella sua casa di Chapel Hill, nella Carolina del Nord.
Grandi collezioni dei suoi scritti sono depositate presso la Duke University e gli archivi antropologici nazionali presso la Smithsonian Institution.

## Opere
- Atwood D. Gaines, Paul E. Farmer, "Weston La Barre", in Encyclopedia of Anthropology SAGE Publications (2006), ISBN 0-7619-3029-9
- Weston La Barre: Muelos: A Stone Age Superstition About Sexuality, Columbia University Press, 1984, ISBN 0-231-05961-2
- Weston La Barre: Shadow of Childhood: Neoteny and the Biology of Religion, University of Oklahoma Press, 1991, ISBN 0-8061-2328-1
- Weston La Barre: The Peyote Cult, Shoe String Press, 1976, ISBN 0-208-01456-X [1st edition, 1938]
- Weston La Barre: Ghost Dance: The Origins of Religion, Waveland Press, 1990, ISBN 0-88133-561-4 [1970]
- Weston La Barre: They Shall Take Up Serpents: Psychology of the Southern Snake-Handling Cult, Waveland Press, 1992, ISBN 0-88133-663-7 [1st edition, 1962]
- Weston La Barre: The Human Animal, Chicago, 1954 (on Japanese snake phallisms, among other things).
- Weston La Barre, Culture in Context, Selected Writings of Weston La Barre, Duke UP, Durham, NC, 1990.
- Weston La Barre, Psychoanalysis in Anthropology, in Science and Psychoanalysis vol. 4, Jules Masserman, ed., New York: Grune and Stratton, 1961.